# Biodiversité agricole
La biodiversité agricole, ou agrobiodiversité, à l'instar de la biodiversité, désigne la diversité des espèces, la diversité génétique et celle des écosystèmes associés ou créés par l'agriculture.
C'est un sous-ensemble de la biodiversité générale. Ce sous-ensemble inclut toutes les formes de vie ayant une incidence directe sur les pratiques agricoles, et englobe tout le vivant nécessaire aux systèmes agricoles : plantes, arbres, animaux, insectes, microbes, germes et champignons symbiotes ou associés. Il joue un rôle pivot dans les écosystèmes. Sa diversité promeut de nombreux services écosystémiques (rôle dans les équilibres naturels et semi-naturels qui régulent les ravageurs, l'eau ou la fertilité du sol, permettent la pollinisation des plantes cultivées, limite l’érosion des sols et favorise la production de biomasse utile à l'Homme) sans compromettre les rendements agricoles,…
L'accent est souvent mis sur les espèces et variétés de plantes cultivées (cultivars), dont les * plantes sauvages apparentées aux plantes cultivées, ainsi que sur les espèces et races d'animaux d'élevage. Toutefois, la biodiversité agricole englobe également d'autres organismes, dont la microflore, la flore et la faune du sol, les plantes adventices, les ravageurs et prédateurs des cultures, les prédateurs de prédateurs ou encore les champignons mycorhizateurs ou décomposeurs.

## Cultivars
Les variétés cultivées peuvent être grossièrement classées entre variétés « modernes » et variétés « traditionnelles » (semences paysannes) ou « fermières » (semences fermières).
Les premières sont le résultat d'un travail de sélection professionnel et sont souvent caractérisées comme variétés à « rendement élevé ». C'est le cas par exemple des variétés de blé ou de riz à paille courte de la Révolution verte.

À l'opposé, les variétés fermières (variétés traditionnelles locales) sont le produit de la sélection réalisée au fil du temps par les paysans eux-mêmes. Toutes ces variétés représentent un haut niveau de diversité génétique et sont au centre des actions de conservation des ressources génétiques agricoles.

## Biodiversité du sol

Les organismes vivants du sol ont des rôles très différents mais participent ensemble au recyclage des éléments nutritifs.

La biodiversité du sol, en agriculture, désigne un sous ensemble de la biodiversité agricole, recouvrant la diversité du vivant présent dans les sols cultivés par les humains et fortement influencés par les pratiques agricoles. Il s’agit des formes de vie animales, végétales et microbiennes, majoritairement souterraines et habituellement présentes dans un sol naturel, qui constituent la biodiversité des sols, comme les bactéries, les champignons, les protozoaires, les nématodes, les acariens, les larves d’insectes, les vers de terre etc. Cependant, les pratiques agricoles affectent significativement la diversité ainsi que la biomasse des espèces qui vont pouvoir s’y développer favorablement. En retour, la sélection forcée de certaines espèces plutôt que d’autres va affecter les cycles biogéochimiques du sol et potentiellement altérer les fonctions naturelles du sol dont l’agriculture bénéficie pourtant, comme le filtrage et la rétention d’eau, le recyclage des nutriments et de la matière organique, ou encore la fertilité et donc les rendements à plus long terme.

### En agronomie
Au cours du XXe siècle, l’approche agronomique a peu à peu remplacé les modes de gestion traditionnels jusque là organisés autour de formes assez diversifiées d’équilibre agro-sylvo-pastoral. C’est notamment l’essor de la technologie, avec l’usage croissant de la machinerie, mais surtout le recours aux intrants de synthèse, qui a fondé le cœur de l’approche agronomique et qui est de subvenir aux besoins des plantes cultivées pour maximiser les récoltes. Or dans une vaste mesure, les cultures ont besoin avant tout de lumière, de CO2, d’azote (N), de phosphore (P) et de potassium (K) pour assurer la croissance de leur biomasse. Partant de ce constat, la fourniture des engrais inorganiques (N, P, K) semble suffire et le sol n’être qu’un support inerte.
La complexité et la diversité de la vie du sol ont ainsi été pendant longtemps ignorées par l’approche agronomique. Pourtant, la montée en puissance des problèmes environnementaux associés aux pratiques agricoles intensives, comme l’érosion des sols, voire la désertification, la pollution des cours d’eau et des nappes phréatiques entraînant des phénomènes d’eutrophisation en aval des cultures,, le dégagement de GES, ou encore la chute des populations d’insectes et d’oiseaux , ont relancé l’intérêt des agronomes pour les fonctions du sol. Or ces fonctions sont assurées par la vie du sol,, ce qui a mené à un regain d’intérêt pour l’étude des organismes du sol et leur rôle écologique, et notamment l’étude des impacts des pratiques agricoles sur la composition des communautés du sol, leur organisation et leur diversité.

### Mesures
Le sol reste un milieu peu connu, avec 99% d’espèces non cultivables en laboratoire. Pourtant, 1 g de sol peut contenir jusqu’à 1 milliard de bactéries et des dizaines de milliers d’espèces différentes, et jusqu’à 200 mètres d’hyphes fongiques et une grande variété de nématodes, micro-arthropodes, et vers de terre. C’est donc un milieu essentiel aux activités agricoles mais dont on connaît finalement assez peu la composition biologique.
Toutefois, les progrès de la métagénomique ont récemment permis d’analyser relativement facilement le continu génétique des échantillons de sol, donc sans culture en laboratoire, mettant ainsi à disposition des chercheurs un outil fiable de mesure de la composition des communautés du sol, notamment microbienne, permettant d’étudier plus précisément les relations entre la présence des organismes dans le sol et les fonctions macroscopiques qui en résultent.

### Rôle

#### Services écosystémiques
Au niveau de l’écosystème, qu’on appelle aussi agrosystème ou encore agroécosystème dans le cas d’un espace agricole, le concept de services écosystémiques est mobilisé pour rendre compte des fonctions opérées au bénéfice des humains. En l’occurrence, il s’agit non seulement de la production directe de nourriture lors de la récolte, mais également de services dits de soutien et de régulation, que le biodiversité permet, et qui comprennent :

Le cycle de l'azote, nutriment essentiel des cultures, repose sur l’activité de microbes très diversifiés.

- Le recyclage de la matière organique et des nutriments essentiels aux cultures[14].
- Le filtrage de l’eau, qui assure la qualité de l’eau disponible à la consommation humaine.
- La limitation de l’érosion et la conservation de la fertilité des sols, c’est-à-dire la capacité à maintenir les rendements agricoles sur le long terme.
- Le stockage de carbone, qui contribue à la mitigation des changements climatiques.
- Le contrôle des parasites et des pathogènes.

#### Organismes
Les services mentionnés ci-dessus sont opérants grâce aux propriétés physiques, chimiques et biologiques des sols, qui émergent de l’activité biologique qui s’y développe.
Les bactéries forment des micro-agrégats grâce à des glus secrétées sur leur surface, que les champignons connectent ensemble grâce à leurs hyphes formant le mycélium. Ensemble ils contribuent à aérer le sol en lui conférant une structure poreuse, à la fois capable d’être oxygénée et capable de retenir l’eau par capillarité. De plus, les bactéries et les champignons forment ensemble la base d’une chaîne alimentaire complexe, et leurs prédateurs, par leur fouissement continuel, creusent des galeries et aèrent d’autant plus le sol, comme les micro-arthropodes, les nématodes, ou encore les vers de terre. Cette aération permet au sol de se comporter comme une véritable éponge, qui stocke l’humidité tout en filtrant le surplus en retenant les éléments nutritifs dans le sol.

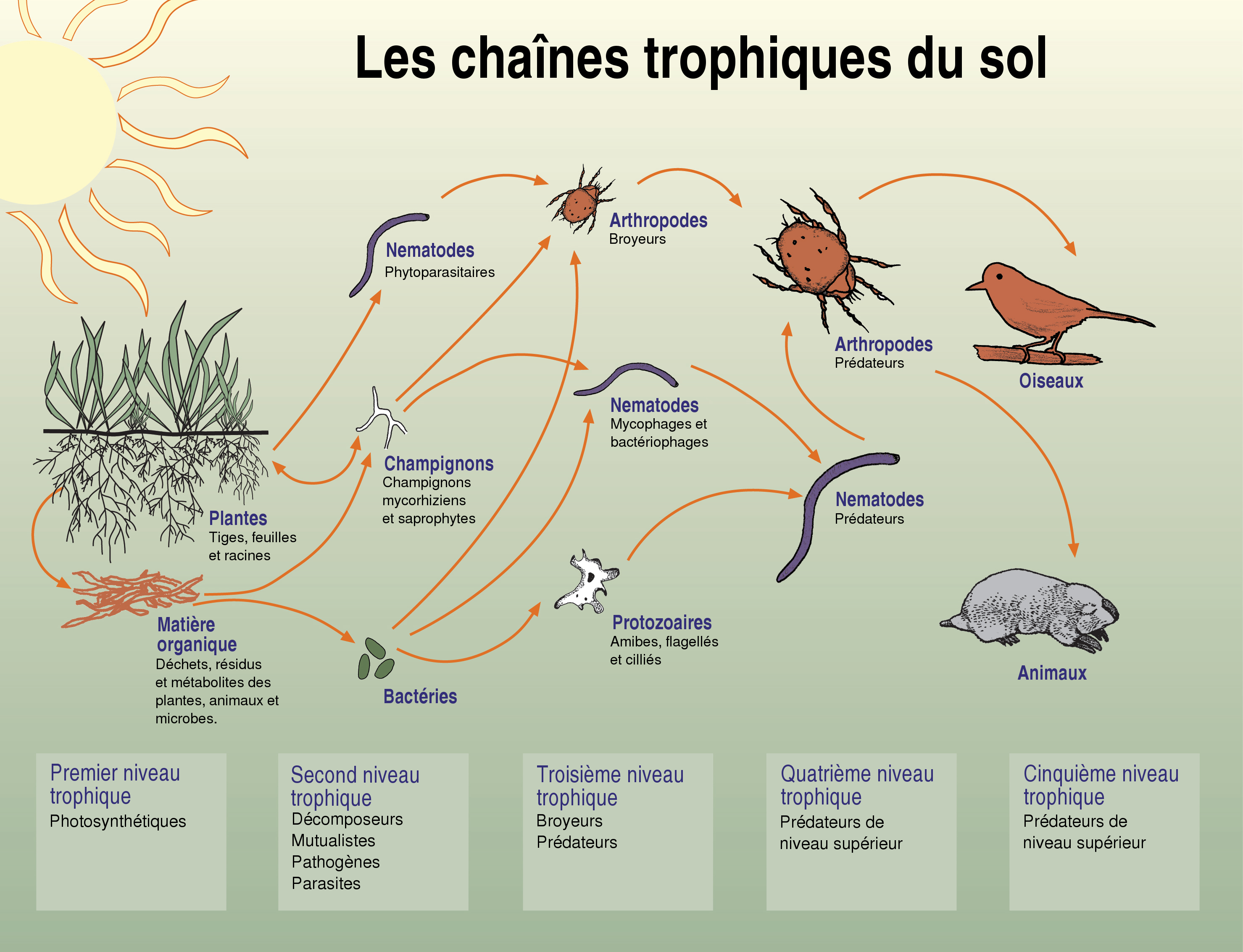
Chaînes trophiques du sol

En plus des relations de prédation qui structurent les chaînes trophiques, les organismes ont des fonctions différentes et s’organisent en niches : les bactéries et les champignons saprophytes décomposent la matière organique issue de la litière comme les résidus de culture ou le compost; les mycorhizes sont des champignons mutualistes qui se développent en symbiose avec les racines de certaines plantes et vont chercher dans le sol des nutriments en échange de sucres produits par la photosynthèse; les vers de terre contribuent à la formation du complexe argilo-humique et à la stabilisation du sol contre l’érosion et le lessivage des nutriments; enfin des parasites et des pathogènes, qu’il s’agisse de bactéries, de champignons ou de virus, s’attaquent aux différents organismes,.
D’une manière générale, l’organisation de la vie du sol est extrêmement complexe et encore mal connue. Cette complexité est due à l’intrication poussée des relations entre les organismes du sol eux-mêmes ainsi qu’avec leur milieu. Toutefois, la biodiversité semble jouer un rôle clé en agriculture, et pour la fertilité des sols plus particulièrement.

## Pratiques agricoles
De nombreuses pratiques de diversification des systèmes de culture participent à la biodiversité agricole : agroforesterie, cultures associées, mélanges variétaux, rotation des cultures, cultures des couvertures.
En 2021, une compilation de 95 méta-analyses, 5 156 études et 54 554 expérimentations réparties sur 84 ans, plus de 120 types de cultures et 85 pays, montre que la diversification des cultures, toutes pratiques confondues, entraîne une hausse moyenne de la production de 14 %, une amélioration de la qualité de l'eau de 50 %, de la lutte contre les ravageurs et maladies de plus de 63 %, de la qualité des sols de 11 %, et une hausse de près d'un quart de la biodiversité associée à ces pratiques.

### Impact des pratiques agricoles
Depuis que l’agriculture nourrit l’Humanité, la population mondiale a beaucoup évolué, longtemps sous la barre du milliard, jusqu’à 1800, puis une augmentation fulgurante, un triplement depuis 1950, pour atteindre aujourd’hui 7.5 milliards d’humains. Cette explosion démographique, parallèlement à une moindre disponibilité des terres agricoles, a représenté un défi sans précédent, et par conséquent la nécessité d’augmenter les rendements agricoles est devenue le cœur des stratégies agricoles déployées par les états.
La « révolution verte » a répondu efficacement à cet enjeu en augmentant considérablement les rendements agricoles, qui représentent, entre 1960 et 1999, 78% de l’augmentation de la production agricole mondiale. Cette performance repose principalement sur la mécanisation et l’utilisation massive des engrais de synthèse, permise par la mise au point du procédé Haber-Bosch,, ainsi que le recours aux pesticides pour éliminer les causes directes de perte de rendement : les herbicides contre les adventices, les fongicides contre les champignons parasites, et les pesticides plus largement contre les prédateurs des cultures.

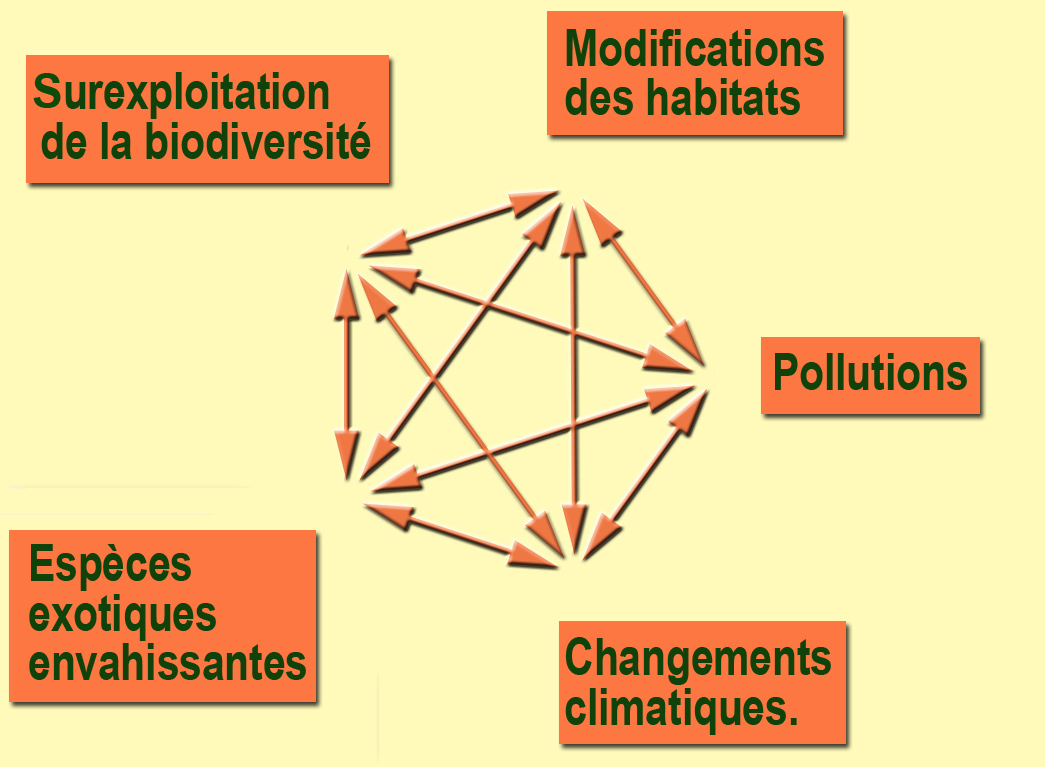
Les 5 grandes causes de régression de la biodiversité selon l'ONU et la Convention mondiale sur la biodiversité. Les flèches à double sens évoquent les relations d'exacerbations qui peuvent exister entre chacune de ses causes et les autres.

Cet ensemble de pratiques, qui constitue le cœur de la régie conventionnelle n’est pas anodin. Ce sont des pratiques qui affectent profondément et durablement la diversité et la qualité des habitats abritant la biodiversité, en plus d’impliquer des substances qui soit sont toxiques, soit  favorisent certaines espèces au détriment d’autres, en plus d’avoir une gestion agronomique qui globalement diminue les populations présentes dans les sols agricoles par la diminution des ressources en matière organique. Les micro-organismes, qui comportent des milliers d’espèces très diversifiées et très spécialisées pour des conditions bien particulières vont donc se trouver affectées et sélectionnées par les pratiques agricoles. Les effets sur les micro-organismes sont centraux étant donné que la mésofaune et la macrofaune dépendent in fine de microfaune par le jeu des chaînes trophiques.

#### Structuration de l’écosystème
Les activités agricoles sont un facteur majeur de transformation des paysages, la plupart des terres agricoles d’aujourd’hui étant issues de la déforestation. Ce changement radical de l’utilisation du sol par les humains constitue un changement tout aussi radical pour la vie du sol. Ceci est particulièrement problématique sous les tropiques comme en Indonésie ou en Amazonie où la déforestation intense a lieu dans des points chauds de biodiversité et affecte non seulement la faune terrestre mais également souterraine, bien que de manière moins directement visible.

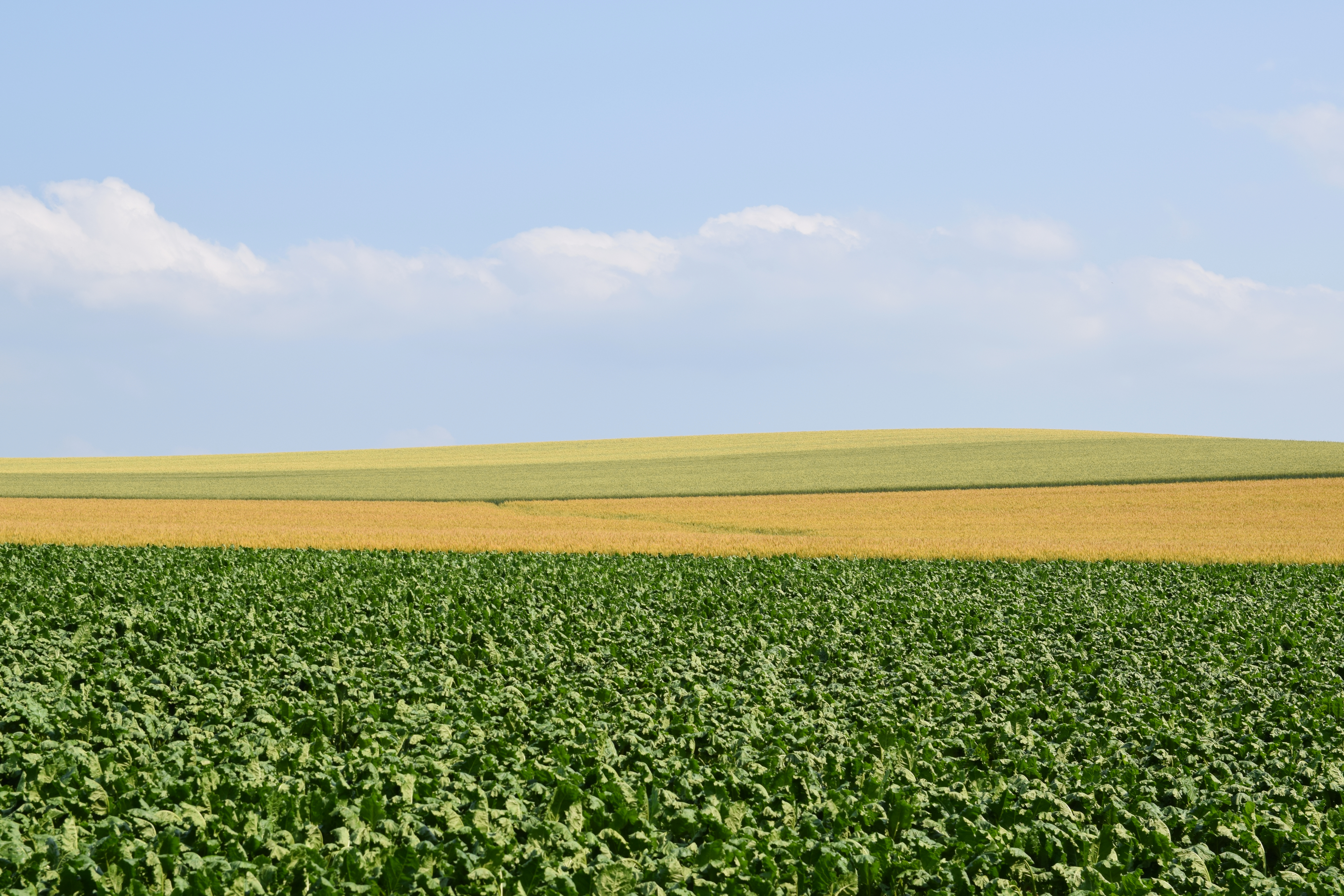
Champs de monocultures intensives. Un paysage fortement modifié et uniformisé.

Dans un espace naturel non perturbé, il s’établit naturellement un équilibre dynamique qui résulte en une succession écologique, depuis la roche nue, en passant par des états intermédiaires comme la prairie qui est l’environnement favorable aux céréales que nous cultivons, jusqu’au climax, c’est-à-dire un état relativement stable, comme la forêt. À chaque étape, l’organisation et la diversité des communautés du sol évoluent. En déforestant et en mettant en culture, on maintient donc artificiellement l’écosystème dans un état antérieur dans la succession écologique.
Par ailleurs, l’agriculture intensive implique une simplification spectaculaire de la structure de l’environnement sur de grandes surfaces, en remplaçant la diversité naturelle par une alternance de monocultures exclusivement annuelles. Les humains cultivent aujourd’hui principalement 12 espèces de céréales, 23 espèces de légumes et environ 35 fruits et noix.

#### Menaces sur la biodiversité

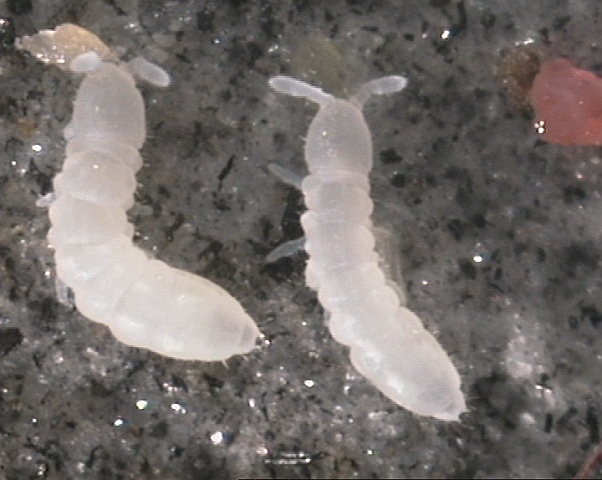
Protaphorura armata, une espèce de collembole dépourvue de pigmentation. Approx. 2 mm de long.

Les pratiques intensives sont globalement néfastes pour la biodiversité du sol. On observe une diminution de la biomasse de nombreuses espèces, en priorité la macrofaune comme les vers de terre et les collemboles. On observe de plus une diminution des populations d’invertébrés, un appauvrissement des relations entre espèces et une simplification des réseaux trophiques, ainsi qu'une diminution du nombre de groupes fonctionnels et une moins grande disparité taxonomique entre espèces. En effet, la perte de certaines espèces peut engendrer la fragilisation d'autres espèces qui en dépendent, et la perte globale n'est pas linéaire et on observe l’apparition de seuil au-delà duquel on observe un effondrement.

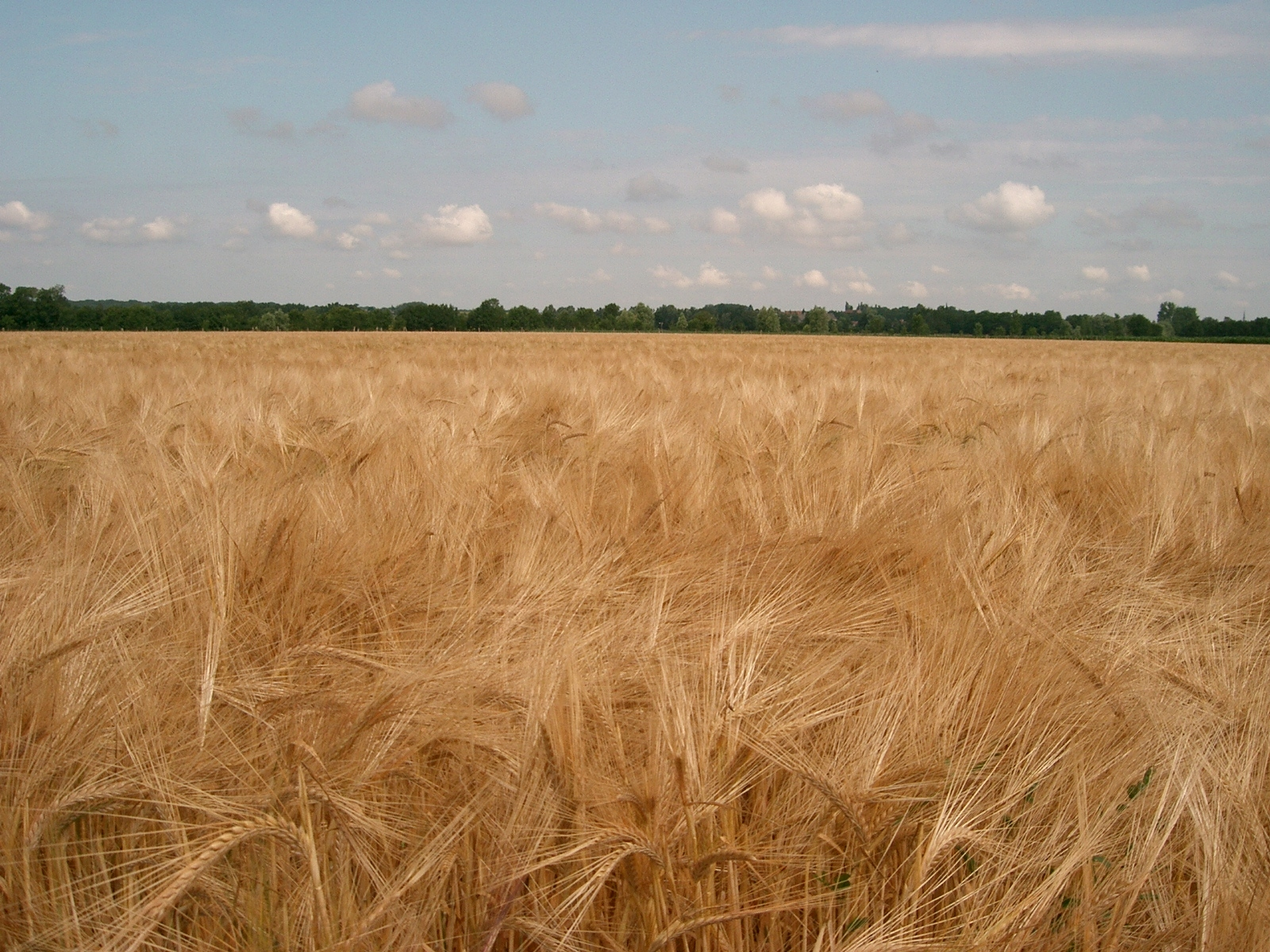
L'orge, comme beaucoup d'autres graminées, croît mieux grâce à des mycorhizes, mais bien que les champignons mycorhiziens aient souvent une large gamme d'hôtes, les sols arables cultivés se montrent particulièrement pauvres en champignons mycorhiziens, « par rapport aux sols forestiers »

Les pratiques intensives peuvent même amener des sols trop dégradés vers une succession écologique plus précoce, peu productive, et permettre l’apparition d’organismes mieux adaptées à ces conditions difficiles, comme des algues ou des cyanobactéries qui n’ont pas besoin de la complexité d’un écosystème plus développé pour croître.

##### Labour
Le labour a pour objectif principal de préparer le sol pour le semis, en plus de permettre de lutter contre les adventices et la compétition pour la lumière qu’elles représentent. L’action mécanique directe a un effet négatif sur les champignons les plus sensibles comme les basidiomycètes mais préserve certains autres plus résistants.
Le labour aère le sol en surface, mais contribue à compacter le sol plus profondément. L’aération accrue favorise l’activité microbienne et la respiration, au bénéfice principalement des bactéries qui se développent plus rapidement que les champignons. Ces derniers sont alors désavantagés dans l’accès aux ressources en carbone et un débalancement dans la composition des communautés s’opère en faveur des bactéries minéralisatrices qui consomment les stocks de matière organique des sols De plus, les pratiques conventionnelles laissant relativement peu de résidus de cultures dans les champs après la récolte, le stock de matière organique ne peut pas se renouveler, entraînant un appauvrissement des sols agricoles en matière organique. La matière organique étant la source d’énergie des organismes du sol, hétérotrophes, leurs populations sont logiquement en déclin.
Parallèlement, la compaction plus profonde finit par empêcher l’oxygène de circuler et favorise les organismes qui peuvent survivre sans oxygène, dits anaérobies, comme certaines bactéries qui en consommant la matière organique volatilisent les nutriments comme l’azote, appauvrissant le sol en plus d’émettre des gaz à effet de serre comme l'ammoniac et l'oxyde nitreux. De plus les conditions anaérobies, en empêchant le développement favorable des micro-organismes aérobies vivant dans la rhizosphère, diminuent les remparts naturels contre les pathogènes qui se propagent donc plus facilement vers les racines des cultures.

La disparition des mycorhizes et de leurs ramifications diminue le niveau d'interrelation entre les organismes du sol.

##### Fertilisation
Les engrais de synthèse ont de nombreux effets directs et indirects sur les communautés du sol. Tout d’abord au niveau de leur toxicité pour certains animaux comme les vers de terre, même à très petite dose. Par ailleurs, les engrais inorganiques favorisent le développement des bactéries au détriment des champignons. De plus, les céréales que nous cultivons sont naturellement des plantes mycorhizées, c’est-à-dire qui vivent de manière symbiotique avec certains champignons qui leur confèrent un avantage dans l’accès à certains nutriments, notamment le phosphore. Or en présence de nutriments en grande quantité, il devient inintéressant pour la plante de consacrer une part de son énergie à nourrir des champignons devenus inutiles. On observe ainsi une diminution, voire une disparition de certains champignons mycorhiziens dans les sols des grandes cultures conventionnelles.

###### Pesticides

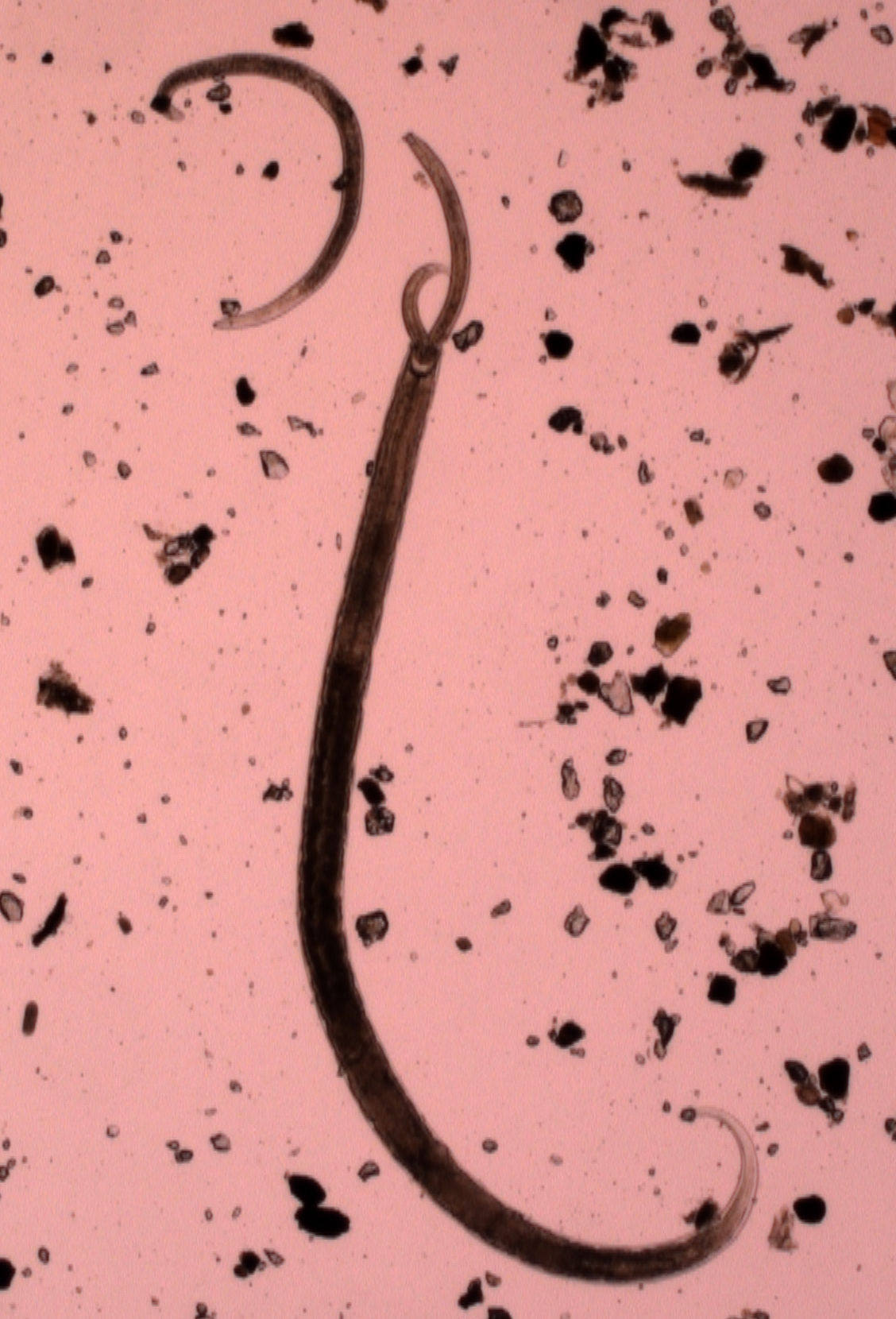
Un nématode prédateur mangeant un autre nématode plus petit. Approx. 100 micromètres de long.

Les pesticides conventionnels ciblent une large gamme d’organismes. Ainsi, un insecticide empêchera peut-être les attaques de certains parasites des cultures, mais également le développement de prédateurs pour ces parasites. De la même manière, des nématicides tuent les nématodes parasites des racines, mais également les nématodes prédateurs se nourrissant de ces nématodes parasites. L’usage de glyphosate a aussi montré des effets négatifs sur les populations de vers de terre.
Au contraire, une grande biodiversité des sols augmentera la probabilité d’héberger des espèces bénéfiques pour les cultures, ou encore des espèces combattant naturellement des prédateurs, des parasites ou des pathogènes des cultures. On observe que l’usage de pesticides finit par favoriser les espèces les plus résistantes, qui sont les espèces ayant des stratégies de développement rapide, et qui se trouvent le plus souvent être précisément des parasites ou des pathogènes.

### Pratiques de conservation
L’agriculture agit sur la vie du sol par une modification importante de la biodiversité du sol. En retour, celle-ci a des impacts sur l’agriculture, comme en témoignent les dynamiques observées qui menacent la pérennité de l’agriculture telle qu’elle est pratiquée : érosion, pollution, perte de fertilité.
De plus on associe une perte de biodiversité à une diminution de la résilience, notamment face aux changements climatiques. En effet, une diminution de la biodiversité, au niveau génétique, s’accompagne de la perte d’une partie de la capacité d’adaptation des organismes face à des conditions de vie modifiées, et au niveau spécifique, de la perte d’une partie de la redondance fonctionnelle de l’écosystème et donc de sa capacité à opérer les mêmes fonctions malgré la disparition de certaines espèces. Ainsi, on associe la biodiversité du sol à une meilleure stabilité des récoltes, notamment face à la sécheresse.
L’agriculture de conservation et les pratiques agroécologiques reposent précisément sur les dynamiques naturelles, et donc en partie sur le fait de favoriser la biodiversité et la bonne santé des sols agricoles. Les principales mesures qui ont un impact sur la biodiversité du sol sont, :
- l’utilisation de plantes de couverture diversifiées;
- la diminution ou l’arrêt du labour;
- la diminution des pesticides;
- la diminution des fertilisants inorganiques et le recours aux fertilisants organiques.

On remarque que la présence de couverts végétaux permanents, en renouvelant le stock de matière organique, contribue à rétablir et à diversifier les communautés microbiennes du sol. De plus, on relie la diversité des espèces de plantes de couverture à la diversité des espèces présentes dans le sol.
Enfin, La diminution du labour, voire son arrêt, permet le retour d’espèces de champignons, et une moindre fertilisation est corrélée avec une plus grande activité mycorhizienne.

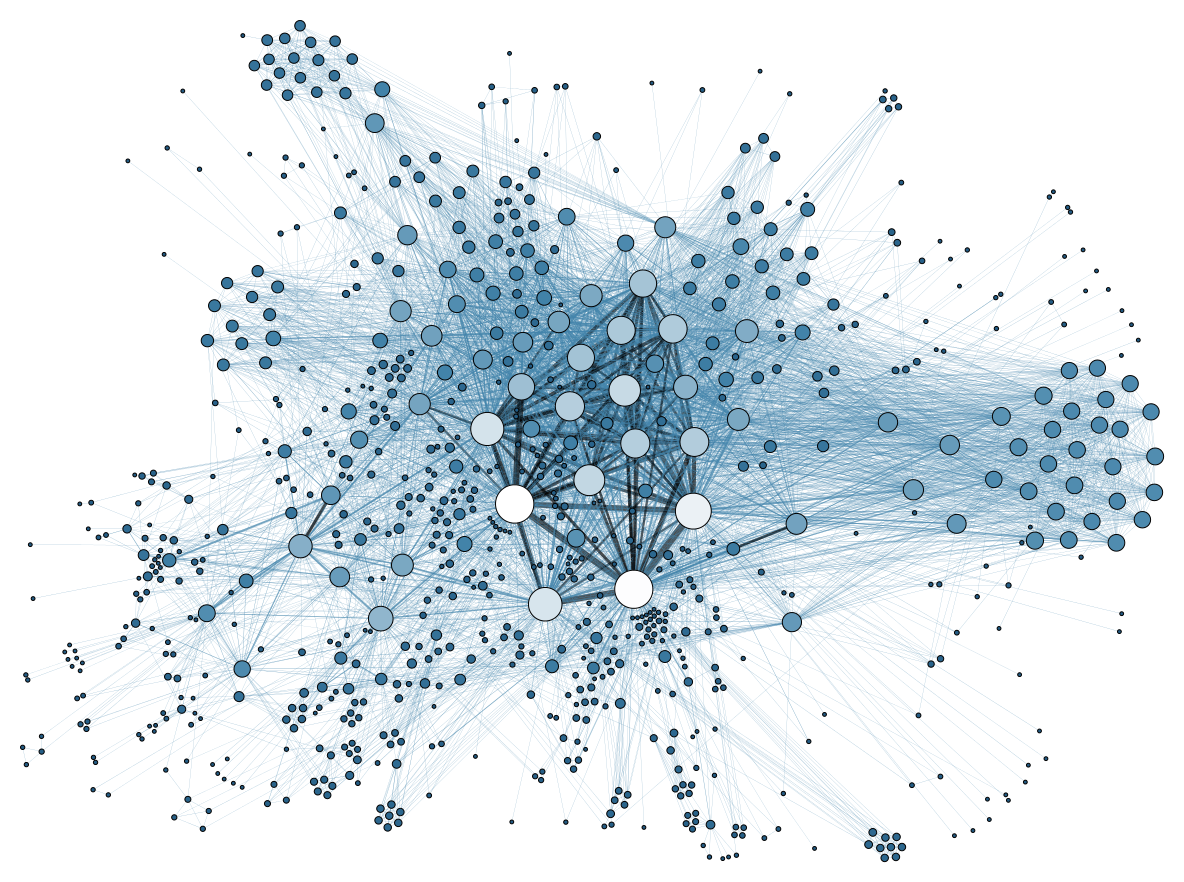
Un système est d'autant plus complexe qu'il est composé de nombreux éléments qui entretiennent de nombreuses relations de dépendances croisées, à l'image de la biodiversité présente dans les sols et dont dépend l'agriculture.

Cependant, au-delà de l’étude de la biomasse et de la présence de certaines fonctions clés comme la présence de décomposeurs, l’effet exact de la composition des communautés microbiennes sur des critères agronomiques macroscopique est encore peu connu. L’approche des systèmes complexes pourrait apporter des outils d’analyse pertinent pour envisager les phénomènes observés comme des résultantes de l’expression des composantes physiques, chimiques et biologiques du sol et de leurs interactions dynamiques. Toute action, processus ou changement venant affecter une partie du système ne vient pas seulement affecter les éléments immédiatement en lien, mais vient reconfigurer l’ensemble du système et des relations entre ses éléments, pour se diriger vers un nouvel état d’équilibre dynamique. Ainsi, par leurs effets à grande échelle, les pratiques agricoles sont le point de départ d’une cascade de reconfigurations affectant la biodiversité du sol, qui par sa constante réorganisation donne lieu aux phénomènes macroscopiques étudiés par l’agronomie, comme la fertilité. L’étude et la caractérisation de la biodiversité du sol pourraient donc devenir centrales dans une gestion agronomique renouvelée.

## Enjeux
L'agrobiodiversité est la base de notre chaîne alimentaire agricole, développée et sauvegardée depuis la préhistoire par des agriculteurs, des éleveurs, des sylviculteurs, des pêcheurs et les peuples indigènes du monde entiers.
Le recours à la biodiversité agricole (par opposition aux méthodes de production non diversifiées) peut contribuer à la sécurité alimentaire et plus largement à la sécurité des moyens de subsistance.
Certains considèrent même l'agrobiodiversité comme étant « la pierre angulaire de la sécurité alimentaire » et un puissant facteur « d'adaptation des systèmes agricoles face aux défis, entre autres, de la croissance démographique et du changement climatique ».